# Anastasia Pustovoitova
Anastasia Viatcheslavovna Pustovoitova (en russe : Анастасия Вячеславовна Пустовойтова), pouvant également s'écrire Anastasia Poustovoïtova, née le 10 février 1981, est une footballeuse internationale russe, officiant également comme arbitre au sein de l'UEFA. Au cours de sa carrière de joueuse, elle évoluait au poste de défenseur.

## Biographie
Membre de l'équipe de Russie, elle participe au championnat d'Europe 2001, et à la Coupe du monde 2003
Elle officie comme arbitre lors de l'Euro féminin 2017, et se voit également retenue comme arbitre lors la Coupe du monde féminine 2019 organisée en France.
Elle est notamment nommée par la FIFA comme arbitre principale du match pour la troisième place de la Coupe du monde féminine de football 2019 opposant l'Angleterre à la Suède.
En avril 2019, elle devient l'héroïne de la chaîne YouTube «KraSava», dirigée par le célèbre vidéoblogger Evgeny Savin .